# Gilles Hampartzoumian
Gilles Hampartzoumian (Marsiglia, 20 maggio 1969) è un ex calciatore francese, di origine armena, di ruolo difensore.

## Carriera

### Club
Figlio di "Vano" Hampartzoumian, nell'ottobre del 1995, all'epoca in forza al Cannes, viene trovato positivo alla cannabis ad un controllo antidoping.
Vanta 92 presenze e 1 rete in Ligue 1 e 2 incontri di Coppa UEFA.